# DFB-Pokal 1958
DFB-Pokalsieger 1958 wurde zum zweiten Mal der VfB Stuttgart. Das Finale fand am 16. November 1958 in Kassel statt.

## Teilnehmende Mannschaften
Für das Ausscheidungsspiel bzw. das Halbfinale waren folgende 5 Mannschaften qualifiziert:
| Vertreter der Regionalverbände Die 5 Regionalpokalsieger der Saison 1957/58                                                                                                 |
| - Norddeutschland VfL Osnabrück - Westdeutschland Fortuna Düsseldorf - Südwestdeutschland 1. FC Saarbrücken - Süddeutschland VfB Stuttgart - Berlin SC Tasmania 1900 Berlin |

## Ausscheidungsspiel
| Datum         |                         | Ergebnis             |               |
| ------------- | ----------------------- | -------------------- | ------------- |
| Sa 09.08.1958 | SC Tasmania 1900 Berlin | 1:1 n. V. (1:1, 0:1) | VfL Osnabrück |

### Wiederholungsspiel
| Datum         |               | Ergebnis  |                         |
| ------------- | ------------- | --------- | ----------------------- |
| So 21.09.1958 | VfL Osnabrück | 1:3 (1:2) | SC Tasmania 1900 Berlin |

## Halbfinale
| Datum         |                      | Ergebnis  |                    |
| ------------- | -------------------- | --------- | ------------------ |
| So 21.09.1958 | 1. FC Saarbrücken    | 1:4 (0:1) | VfB Stuttgart      |
| So 26.10.1958 | Tasmania 1900 Berlin | 1:2 (1:2) | Fortuna Düsseldorf |

## Finale
| Paarung            | Fortuna Düsseldorf – VfB Stuttgart |
| Ergebnis           | 3:4 n. V. (3:3, 0:1) |
| Datum              | Sonntag, 16. November 1958 um 14:00 Uhr |
| Stadion            | Auestadion, Kassel |
| Zuschauer          | 28.000 |
| Schiedsrichter     | Werner Treichel (Berlin) |
| Tore               | 0:1 Praxl (36.) 1:1 K. Hoffmann (50.) 2:1 Wolfframm (52.) 2:2 Geiger (62.) 2:3 Waldner (68., HE) 3:3 Wolfframm (79.) 3:4 Weise (113.)                                                                         |
| Fortuna Düsseldorf | Heinz Klose, Werner Vigna, Erich Juskowiak, Karl Hoffmann, Herbert Jäger, Matthias Mauritz, Bernhard Steffen, Franz-Josef Wolfframm, Heinz Janssen, Jupp Derwall, Dieter Wöske Cheftrainer: Hermann Lindemann |
| VfB Stuttgart      | Günter Sawitzki, Rolf Eisele, Günter Seibold, Oskar Hartl, Rudolf Hoffmann, Robert Schlienz , Erwin Waldner, Rolf Geiger, Lothar Weise, Rolf Blessing, Dieter Praxl Cheftrainer: Georg Wurzer                 |

## Beste Torschützen
Nachfolgend sind die besten Torschützen des DFB-Pokals 1958 aufgeführt. Sie sind nach Anzahl ihrer Treffer sortiert, bei Gleichstand alphabetisch.
| Rang | Spieler                | Verein                  | Tore |
| ---- | ---------------------- | ----------------------- | ---- |
| 1    | Rolf Geiger            | VfB Stuttgart           | 4    |
| 2    | Wolfgang Neumann       | SC Tasmania 1900 Berlin | 2    |
|      | Erwin Waldner          | VfB Stuttgart           | 2    |
|      | Franz-Josef Wolfframm  | Fortuna Düsseldorf      | 2    |
| 5    | Hans-Dieter Altenkirch | SC Tasmania 1900 Berlin | 1    |
|      | Josef Derwall          | Fortuna Düsseldorf      | 1    |
|      | Karl Hoffmann          | Fortuna Düsseldorf      | 1    |
|      | Armin Mauruschat       | SC Tasmania 1900 Berlin | 1    |
|      | Dieter Praxl           | VfB Stuttgart           | 1    |
|      | Rudi Scholz            | SC Tasmania 1900 Berlin | 1    |
|      | Theo Schönhöft         | VfL Osnabrück           | 1    |
|      | Lothar Weise           | VfB Stuttgart           | 1    |
|      | Werner Weiß            | VfL Osnabrück           | 1    |
|      | Ernst Zägel            | 1. FC Saarbrücken       | 1    |
| 15   | Hans-Jürgen Bäsler     | SC Tasmania 1900 Berlin | 1 ET |